# Mairé

Mairé este o comună în departamentul Vienne, Franța. În 2009 avea o populație de 181 de locuitori.